# 马泰鲁斯
马泰鲁斯是巴西托坎廷斯州的一个市镇。总面积9591.543平方公里，总人口1737人，人口密度0.2人/平方公里。